# سولومون أندارجاشيو
سولومون أندارجاشيو هو لاعب كرة قدم إثيوبي في مركز الدفاع، ولد في 28 أكتوبر 1981 في إثيوبيا. شارك مع منتخب إثيوبيا لكرة القدم. أما مع النوادي، فقد لعب مع نادي البن ونادي شعب إب.

## وصلات خارجية
- سولومون أندارجاشيو على موقع قاعدة بيانات كرة القدم.إي يو (الإنجليزية)
- سولومون أندارجاشيو على موقع ناشيونال فوتبول تيمز (الإنجليزية)